# Давидов
Вижте пояснителната страница за други значения на Davidoff.
Oettinger Davidoff Group е швейцарски тютюнев концерн. Произвежда алкохол, парфюми, кафе и луксозни тютюневи изделия – пури, цигари и тютюн за лула. Към настоящия момент тютюневата марка е притежание на компанията „Imperial Tobacco“.
Дружеството „Davidoff“ е създадено в Женева в началото на ХХ век. Магазинът, открит от семейството Давидов, се превръща в марка със световна известност. От 1946 г., след няколко обиколки и проучване в Бразилия и Карибите, Зино Давидов стартира собствено производство на пури.
Зино е роден на 11 март 1906 г. в Киев, Украйна, тогава в Руската империя, в еврейско семейство – баща Хилел (Хенри) Давидов, търговец на тютюневи изделия, и майка Рашел Орлова. С обществените си контакти и връзки, както и с личните си приятелства, Зино успява да наименува изделията си с престижни имена: тези на 5-те най-известни френски лозя. На 65-годишна възраст той продава бизнеса си на д-р Ернст Шнайдер, председател на Съвета на директорите на „Oettinger IMEX AG“.

## Марки цигари Давидов
- Davidoff Magnum
- Davidoff Supreme
- Davidoff Classic
- Davidoff Mild
- Davidoff Lights
- Davidoff Magnum Lights
- Davidoff Slims
- Davidoff Ultra lights
- Davidoff Menthol
- Davidoff One
- Davidoff Gold
- Davidoff Reshape

## История
През 1875 г. Макс Йотингер отваря първия си магазин, специализиран в продажбата на пури, под името Habana-Haus в Базел.
През 1920 г., за да финансира компанията си, Макс Йотингер основава акционерно дружество Max Oettinger AG.
През 1926 г. проблемите, свързани с разплащане на някои клиенти, поставят компанията в затруднено положение. Кредиторите, някои от големите тютюневи компании, задължават и изискват оздравяването на компанията. За целта Джордж Хупуш спира губещите източници на внос, разпродава магазини за продажби на дребно и дейности, насочени към търговия на едро, и премества централния офис на ново място в Базел (текущото седалище на Групата).
В началото на 1940 г. Джордж Хупуш купува целия пакет акции на дружеството „Max Oettinger“.
През 1944 – 1947 г. Йоринг Хардинг и д-р Ернст Шнайдер се присъединяват към компанията. Семейството Шнайдер е едноличен собственик на капитала на дружеството от 2007 г.
През 1959 г. се основава дружеството „Oettinger IMEX“.
През 1961 г. д-р Ернст Шнайдер поема управлението на компанията и я развива поетапно.
През 1965 г. Групата придобива Naegeli Zum AG Tabakfass.
През 1969 г. се придобива Säuberli и Co AG, Suhr.
През 1970 г. Групата Йотингер отваря женевския „Магазин на Зино Давидов“ и д-р Шнайдер започва да позиционира Davidoff като международна марка.
През 1973 г. Групата придобива Zabia SA, Белгия.
През 1975 г. Групата придобива Säuberli AG, Базел.
През 1978 г.: покупка на Pronk Import B.V, Нидерландия.
През 1985 г. д-р Шнайдер започна разпространението и лицензирането в световен мащаб на марката Davidoff.
През 1988 г. се основава Davidoff of Geneva Inc в Съединените щати.
През 1989 г.: придобиване на Tabacos Dominicanos в ЮАР.
През 1990 г.: покупка на Cigomat AG и Belere SA, Франция.
През 1991 г. пури под марката „Davidoff“ са произведени в Доминиканската република.
През 1994 г. Зино Давидов умира в Женева на възраст 88 г.
През 1995 г.: Групата изкупува А. Dürr & Co AG.
През 1997 г. се основава CIDAV Corporation SA и OK Cigar Corporation SA в Санто Доминго.
През 1998 г.: покупка на Cruspi SA (общ вносител на известни марки бонбони) и Wolsdorff GmbH в Хамбург (германска верига за търговия на дребно на тютюн).
През 1999 г.: откриване на DISTRIPACK GmbH във Вайламрайн, Германия.
През 2000 г. Oettinger Davidoff празнува своята 125-годишнина.
През 2001 г. търговската дейност на едро на 2-те компании – Max Oettinger AG и Säuberli & Co SA, е обединена под ново име Contades AG. Придобиване на търговеца на едро на бонбони Sügro Interchoc AG.
През 2002 г. Wolsdorff GmbH има над 81 клона с персонал над 500 души в Германия след разпадането на групата Distrigas.
През 2005 г. се основава Contashop AG (верига магазини в транспортни станции).
През 2008 г. Oettinger Davidoff Group придобива Camacho Cigars в Хондурас.
През 2009 г. Групата прави стратегическо придобиване чрез закупуване на допълнителен производител на пури в САЩ – Cusano Cigars.
На 13 октомври 2009 г. д-р Ернст Шнайдер, след кратко боледуване, умира на възраст 88 г.